# 조시 대교

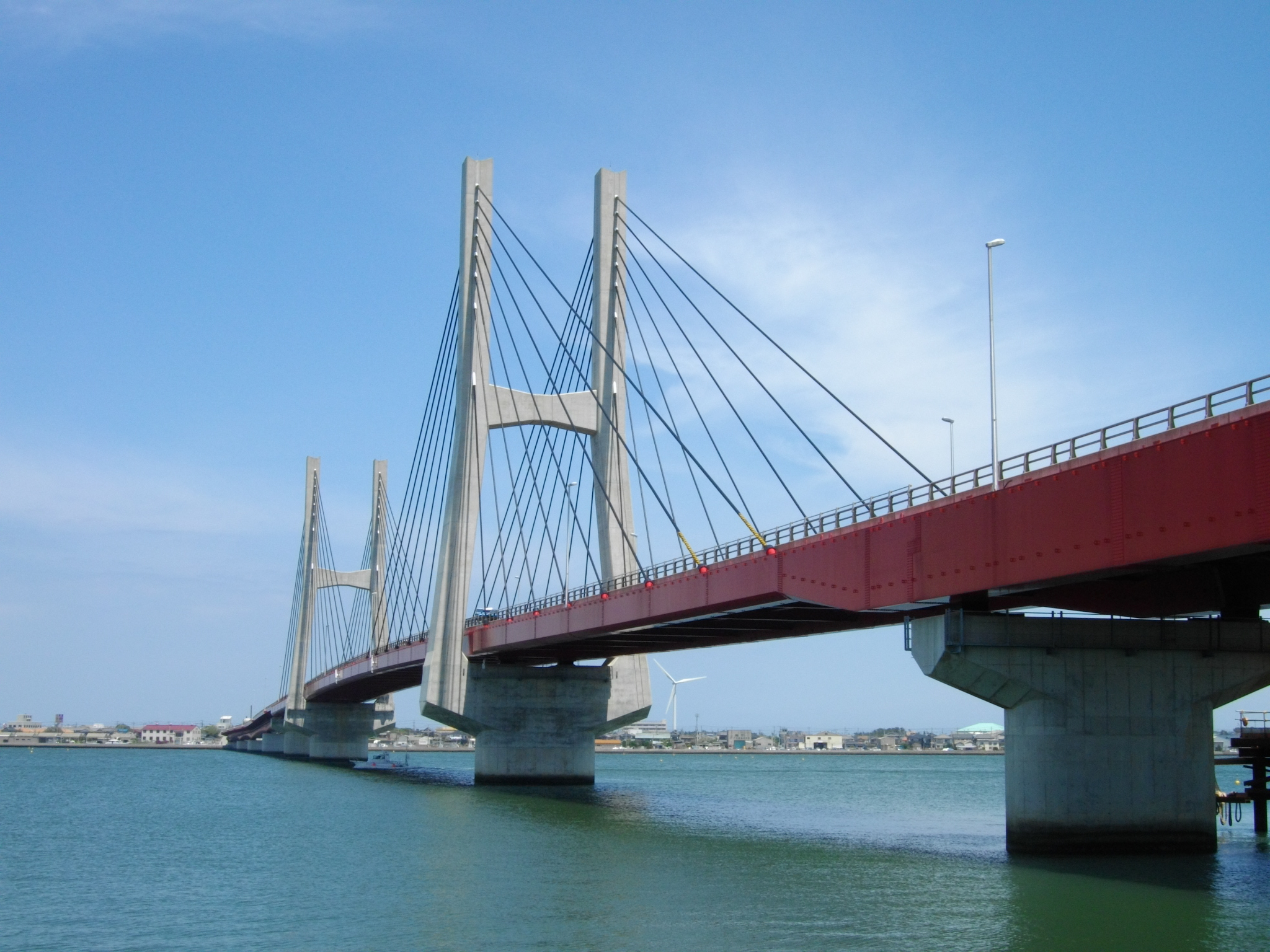
조시 대교

조시 대교(일본어: 銚子大橋)는 일본의 1급 하천 도네강 하구 부근을 가로지르고 지바현 조시시와 이바라키현 가미스시를 잇는 교량부 1,203.2m, 연장 1,450m, 폭 7.0m, 수면으로부터의 높이 11.5m의 강철 트러스와 단순 합성 판형교로 이루어진 긴 대교이다. 국도 124호선을 전용하고 있는 교량이기도 하다.